# جیمز بوکن
جیمز بوکن(به انگلیسی: James Buchan) (زادهٔ ۱۱ ژوئن ۱۹۵۴) نویسنده و روزنامه‌نگار اسکاتلندی است که مقالات و کتاب‌های زیادی دربارهٔ ایران نوشته‌است.

## معرفی
جیمز بوکن در ۱۱ ژوئن ۱۹۵۴ متولد شد. حرفه وی نگارش و روزنامه‌نگاری و تحقیق است. وی آثار بسیاری دربارهٔ ایران نوشته‌است که از آن جمله کتاب روزهای خدا (Days of God) یا ایام‌الله، با عنوان فرعی «انقلاب در ایران و پیامدهای آن» است که آن را در ۴۸۲ صفحه و توسط انتشارات جان موری در سال ۲۰۱۲ منتشر ساخته‌است. بوکن دو سفر به ایران در سال‌های ۱۹۷۴ و ۱۹۹۸ داشته‌است.

## آثار
A Parish of Rich Women (1984) Whitbread Book of the Year award,[1] Betty Trask Award[2]
Davy Chadwick (1987)
Slide (1991)
Heart's Journey in Winter (1995) (The Golden Plough in US)
High Latitudes (1996)
A Good Place to Die (1999) (The Persian Bride in US)
The Gate of Air (2008)
The Persian Bride (2000)
Non-fiction[edit]Frozen Desire: An Inquiry into the Meaning of Money (1997)
Capital of the Mind: How Edinburgh Changed the World (2003) (Crowded with Genius: Edinburgh's
Moment of the Mind in US)
Adam Smith and the Pursuit of Liberty (2006) (The Authentic Adam Smith:His Life and Ideas in US)
Days of God: The Revolution in Iran and its Consequences